# Vision Parade

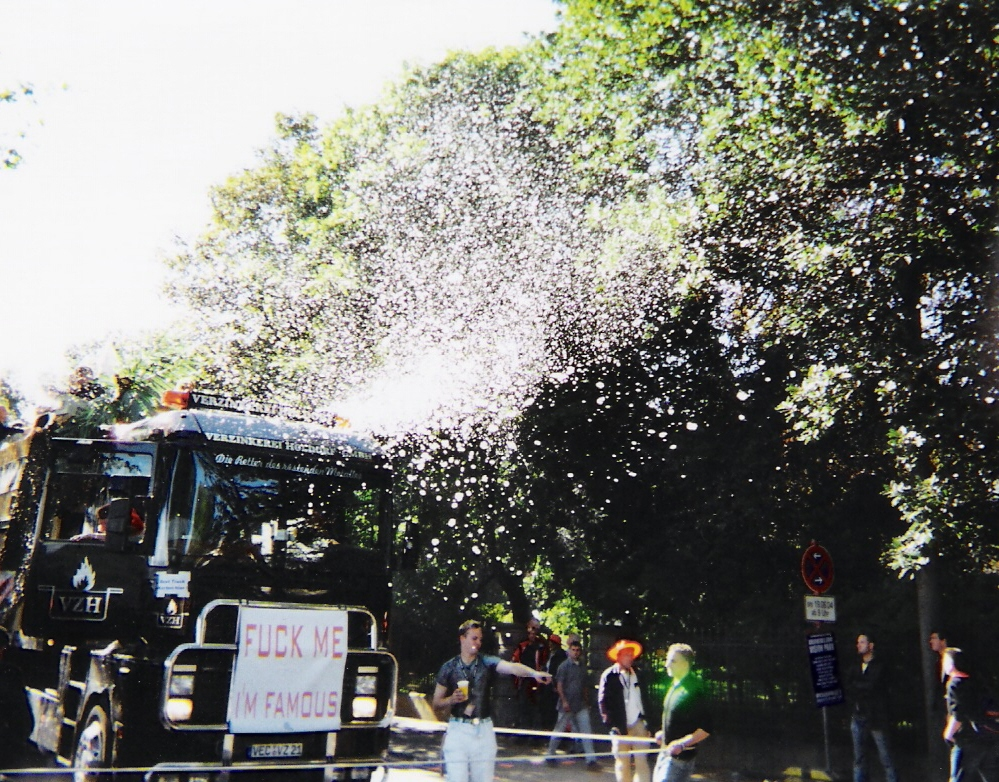
Vision Parade 2004

Die Vision Parade war eine Technoparade in Bremen, sie wurde nach dem Vorbild der Berliner Love Parade, der Zürcher Street Parade und weiteren Paraden gestaltet. Die Vision Parade verlief von 2002 bis 2006 jährlich auf dem bremischen Osterdeich entlang des Weser-Ufers.
Circa 30 LKW mit Beschallungsanlagen und mit Diskotheken vergleichbaren Aufbauten spielten dabei Techno-, House- und Jungle-Musik. Die Beschallungsanlagen wurden dabei elektrisch von Generatoren gespeist. In der Regel mixte dabei ein DJ an einem DJ-Pult mit Plattenspielern die Musikstücke ineinander. In einigen Fällen, insbesondere bei Wagen mit Jungle-Musik, gab es auch MCs, die die Feiernden mit Hilfe eines Mikrofones und Rap-ähnlichem Sprechgesang anfeuerten.

## Historisches
Die Vision Parade wurde von Kolja Beckmann initiiert und gemeinsam mit dem Coveranstalter Carsten Sydow erstmals am 22. Juni 2002 durchgeführt. Ab 2003 wurde die Parade von einer hierzu gegründeten Gesellschaft von Kolja Beckmann alleine weitergeführt. Die Vision Parade war die Weiterentwicklung der Veranstaltung „Vision Park“.

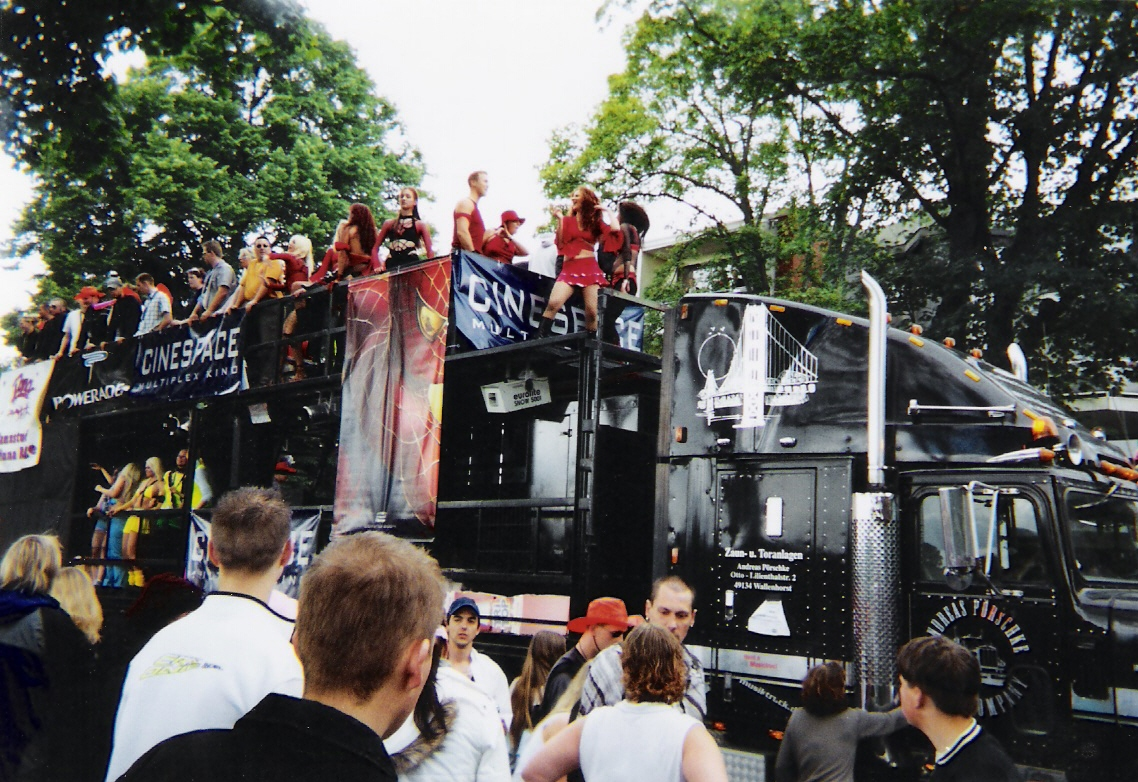
Vision Parade 2004

Das traditionelle Abschlussevent der Parade war der „Vision Park“, der an verschiedenen Orten ausgetragen wurde. So fand dieser 2002 in der Bremer Stadthalle statt und erreichte mit dem Jahr 2004 im Bremer Weser-Stadion seinen größten Umfang.
Obwohl die Besucherangaben typisch für Techno-Paraden je nach Quelle (Veranstalter / Polizei / Presse) wie auch bei der Love Parade stark schwanken, gehörte die Vision Parade in Bremen anhand des Ausbleibens des Union Moves (München) mit der Love Parade (Berlin), dem Generation Move (Kiel) und der Reincarnation-Parade (Hannover) zu einer der vier bundesdeutschen großen Technoparaden.
Das Parademotto 2003 „Eternal Peace“ im Zeichen von Liebe und Frieden wurde mit der Forderung nach ewigem Frieden als Forderung gegen den am 20. März 2003 startenden Irakkrieg gewählt.
Die gleichnamige Hymne des Jahres unterstrich den Protest und wurde von Kolja Beckmann mit dem Kirchenmusiker Ulrich Brück geschrieben und zusammen mit dem Produzenten Samuel Skrbinsek produziert. Die Hymne wurde im Jahr 2012 vom Hamburger DJ und Produzenten DJ Dean und weiteren geremixed und auf dem Label des Hamburger Tunnel Club veröffentlicht.
Mottos der Vision Parade nach Jahr
- 2002 – Live 4 Love
- 2003 – Eternal Peace
- 2004 – Music Unites
- 2005 – Electronic Culture
- 2006 – Love Mission

Seit 2007 findet keine Vision Parade mehr statt, da sich die Stadt Bremen nicht mehr an den Kosten beteiligte und auch die Sponsorensituation keine Durchführung ermöglichte.